# 関向応

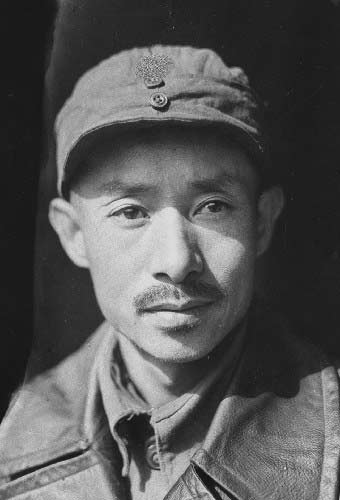
关向应

関 向応（かん こうおう、簡体字中国語: 关向应、拼音: Guān Xiàngyīng、グァン・シアンイン、1902年9月10日－1946年7月21日）は、中国の政治家、八路軍幹部。本来の名前は関致祥、またの名を応禀。満州族。遼寧省金県（現在の大連市金州区）大関家屯の出身。1946年に延安で病死した。

## 略年譜
- 1904年9月18日、遼寧省金県大関家屯で出生[1]。
- 1924年4月、中国社会主義青年団に加入し、ソ連モスクワへ留学。
- 1925年1月、中国共産党に入党。
- 1928年7月、共青団中央書記になる。
- 1931年、上海で国民党により逮捕される。
- 1935年、紅2、6軍団を指揮し長征。
- 1936年12月、第2方面軍政治委員﹑中央革命軍事委員会委員となる。
- 1938年12月、賀龍と120師を率いて冀中（河北省）へ赴き、冀中区総指揮部政治委員。
- 1945年、中共第7次全国代表大会で中共中央委員に当選。
- 1946年7月、延安で病死。

## 記念事業
大連・金州が生んだ偉人として、生家等が観光地として整備されている。
- 関向応記念館（大連市金州区向応鎮関家村大関屯）
- 向応広場（大連市金州区）
- 向応像（大連市金州区向応広場）
- 向応公園（大連市金州区）

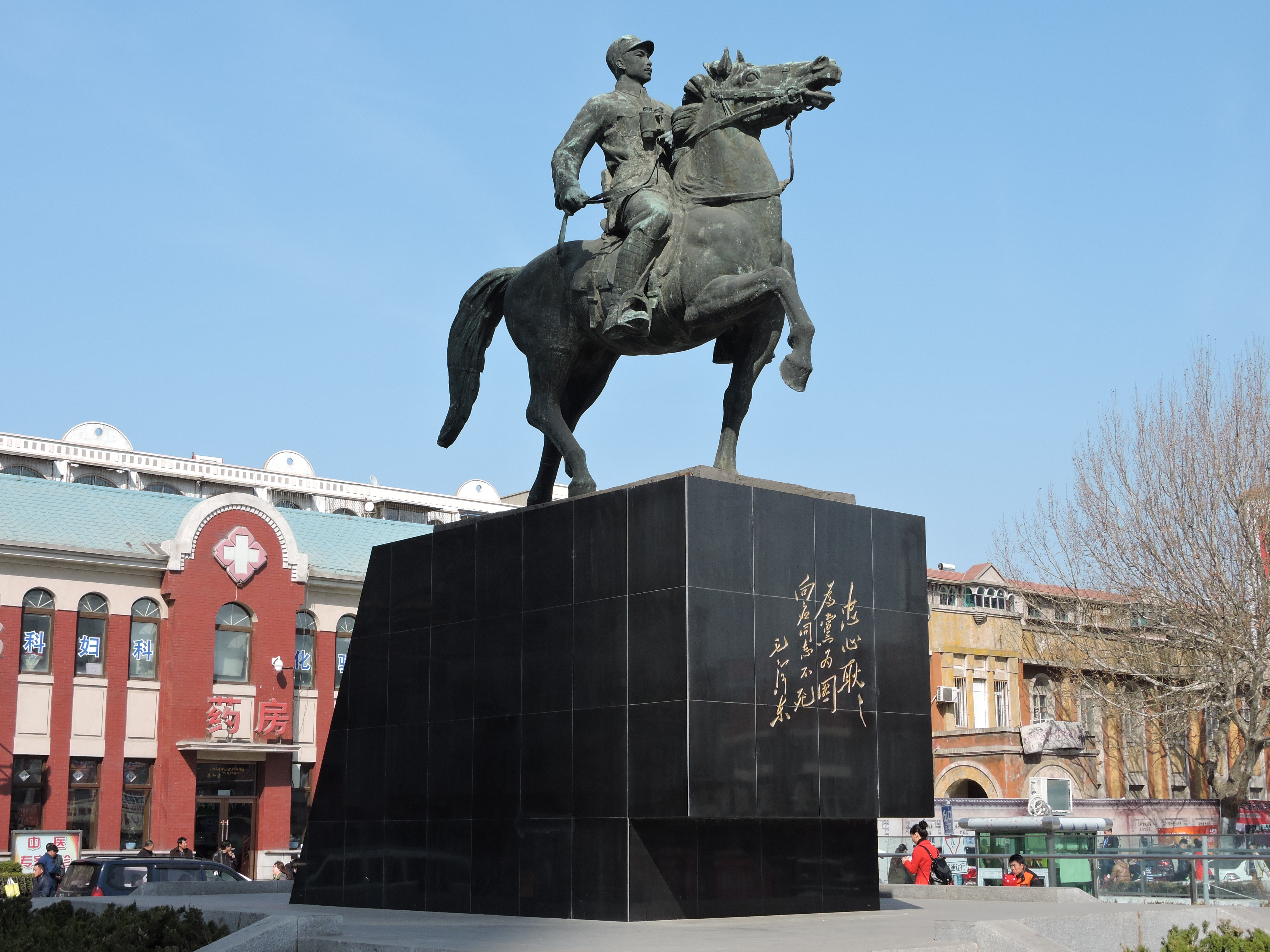
大連市金州区向応広場に立つ向応像。台座には毛沢東の揮毫「忠心耿耿　為党為国　向応不死」が刻まれている。
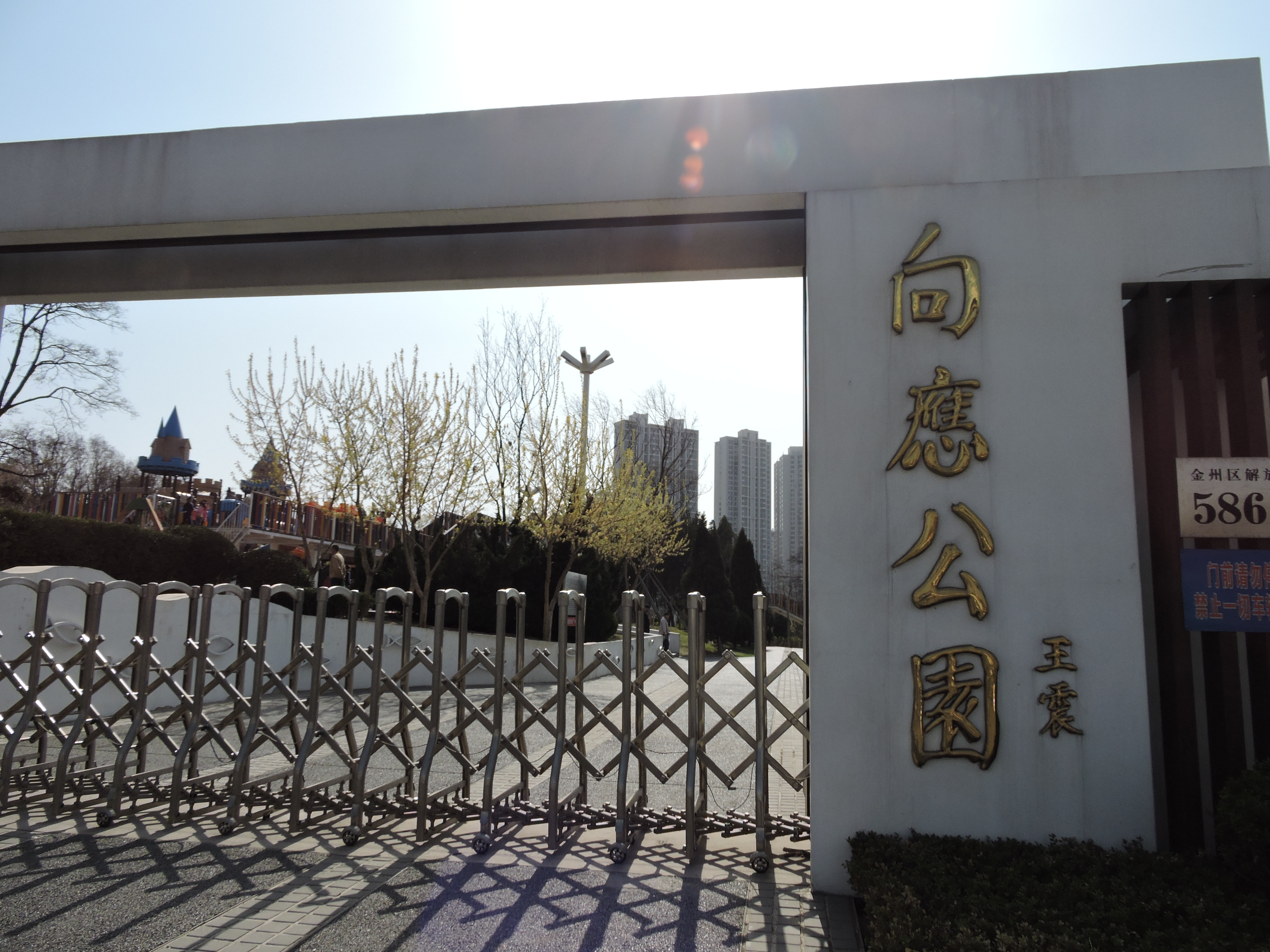
大連市金州区向応公園